# Гейбути
Гейбути (пол. Hejbuty, нім. Heybutten) — село в Польщі, у гміні Видміни Гіжицького повіту Вармінсько-Мазурського воєводства.
Населення — 85 осіб (2011).
У 1975-1998 роках село належало до Сувальського воєводства.

## Демографія
Демографічна структура станом на 31 березня 2011 року:
|          | Загалом | Допрацездатний вік | Працездатний вік | Постпрацездатний вік |
| -------- | ------- | ------------------ | ---------------- | -------------------- |
| Чоловіки | 43      | 9                  | 28               | 6                    |
| Жінки    | 42      | 15                 | 16               | 11                   |
| Разом    | 85      | 24                 | 44               | 17                   |